# Кораб за аварийна евакуация на екипажа
Корабът за аварийна евакуация на екипажа или още Кораб за прибиране на екипажа (на английски: Crew Return Vehicle) е анулиран модул, първоначално планиран за Космическа станция Freedom, а после за Международната космическа станция (МКС), замислен като евакуационно средство за екипажа.
Първоначалната идея на НАСА за спасителен кораб е това да бъде капсула, а впоследствие се обмисля вариант за космически самолет, като дори е построен макет на такъв самолет - HL-20. Но цената за разработката на HL-20 достига 2 милиарда долара и през 1990 година Конгресът спира работата по проекта. Европейската космическа агенция също обсъжда конструирането на евакуационен космически кораб, като развива дизайн на капсула, но през 1995 година цената му достига $1,7 милиарда и той също е анулиран.
През 1993 година президентът Бил Клинтън нарежда да бъде потърсено съвместно решение за евакуация на екипажа с Русия, което довежда до създаването на дизайн за Спасителна лодка Алфа. Дизайнът е анулиран през 1996 година за сметка на американско-европейския орбитален самолет X-38, познат като Кораб за прибиране на екипажа. Корабът е планиран да е с дължина 9,1 метра, с обем 11,8 m3 и максимална маса при кацане 10 000 кг. Предвижда се към задната част на самолета да бъде прикрепен двигателен модул с дължина 4,72 метра и ширина 1,83 метра. Напълно зареден, модулът би тежал 2721,5 кг. Дизайнерите предвиждат корабът да е без стъкла и да има места за седем души. През 1999 година е проведен първият тестов полет на X-38, като корабът е спуснат от бомбардировач B-52 на височина 13 700 метра многократно. Поради финансови проблеми и този проект за спасителен кораб е закрит през 2002 година.
След това НАСА предлага изграждането на орбитален космически самолет, като построява прототипа X-37, но през 2004 година е обявена програмата Констилейшън и космическата капсула Орион, което слага край на плановете за орбитален самолет, а X-37 е прехвърлен към военните.
След като всички гореспоменати програми са анулирани, капсулата Союз се налага от временно на по-дългосрочно решение за евакуация на екипажа на станцията при нужда. След като наближава изваждането на космическата совалка от употреба, НАСА разработва програма за спонсориране на частни компании за разработка на орбитални превозни системи, които в бъдеще имат потенциал да се използват като евакуационни кораби. Такива космически капсули са например Дракон, CST-100 и други. През 2010 година президентът Барак Обама анулира програмата Констилейшън, но нарежда да бъде разработена спасителна капсула на базата на Орион.